# Wicklowia
Wicklowia is een geslacht van schimmels uit de familie Wicklowiaceae. De typesoort is Wicklowia aquatica.

## Soorten
Volgens Index Fungorum telt het geslacht vier soorten (peildatum april 2022):
| Soortnaam                | Auteur(s)                                          | Publicatiejaar |
| ------------------------ | -------------------------------------------------- | -------------- |
| Wicklowia aquatica       | Raja, A. Ferrer & Shearer                          | 2010           |
| Wicklowia fusiformispora | Boonmee, Huanraluek & K.D. Hyde                    | 2021           |
| Wicklowia phuketensis    | M.S. Calabon, S. Boonmee, E.B.G. Jones & K.D. Hyde | 2020           |
| Wicklowia submersa       | Boonmee, Sorvongxay & K.D. Hyde                    | 2019           |